# The Cruzaders
 (octobre 2011).
Si vous disposez d'ouvrages ou d'articles de référence ou si vous connaissez des sites web de qualité traitant du thème abordé ici, merci de compléter l'article en donnant les références utiles à sa vérifiabilité et en les liant à la section « Notes et références ».
Créé en 2008, le groupe The Cruzaders (de leur vrai nom Alexandre Gazzola et Yann Delessert) sont deux DJs et producteurs de la scène électronique Suisse. En 2009, ils lancent « The Cruzaders Records », un nouveau label house suisse où l’on peut retrouver des artistes tels qu’Yves Larock, Dankann, Fehrplay ou encore Stefano Noferini.

## Discographie
- House Vibes Gangsters ft. Lima - Call me to you (The Cruzaders remix) (Fill Records - 2013)
- Igor Blaska & The Cruzaders ft. Terri B - Do you remember (Mouvance Records - 2013)
- Yves Larock vs. Tony T - Surrounded (The Cruzaders remix) (Millia Records - 2013)
- De Feo ft. Mel - Before The Night (The Cruzaders remix) (Mouvance Records - 2012)
- Djerem ft. Max C - Good things (The Cruzaders remix) (Mouvance Records - 2012)
- Jerry Joxx vs The Cruzaders - Bass Poison (Mouvance Records - 2012)
- Yves Larock & The Cruzaders feat Juiceppe - Strange World (Millia Records – 2012)
- House Vibes Gangsters feat. Sab'In - Waiting For Better Days (The Cruzaders Remix) (Mouvance Records - 2012)
- The Cruzaders & Dirty Basics feat Shawnee Taylor - I'll be there (PinkStar Records – 2011)
- Yves Larock & The Cruzaders - If you're lonely (Millia Records – 2011)
- The Cruzaders - Los Tres Muchachos (The Cruzaders Records – 2011)
- The Cruzaders - Ciudad De Los Gitanos (The Cruzaders Records - 2011)
- The Cruzaders - Baila Rosita (The Cruzaders Records - 2011)
- The Cruzaders - Pueblo Loco (The Cruzaders Records - 2011)
- The Cruzaders - Dunga (The Cruzaders Records - 2011)
- Gregory James & The Cruzaders - Friday Night (Starhunter Records - 2011)
- The Cruzaders - Los Incas (The Cruzaders Records - 2011)
- The Cruzaders & Pascal Tokar - KRK (Major Music - 2011)
- Igor Blaska & The Cruzaders - Muay Thaï Scorpion (Mouvance Records - 2011)
- The Cruzaders ft. Corey Andrew - Abundant & Beautiful (The Cruzaders Records - 2010)
- Martin Eigenberg & John De Mark - White Line (The Cruzaders remix) (Groundunder Recordings; NumberOneBeats Records - 2010)
- Yves Larock - Don't turn back (The Cruzaders & Fehrplay remix) (D:Vision Records - 2010)
- The Cruzaders ft. Avis Vox - Scale (The Cruzaders Records; Le Mans Recordings - 2010)
- The Cruzaders - The Green Mile (Millia Records - 2010)
- The Cruzaders & Keith Hurtigan - Boom (Millia Records - 2010)
- Fehrplay - Meow (The Cruzaders remix) (D:Vision Records; Ministry of Sound America; Ministry of Sound; Data Records; House Works; The Cruzaders Records - 2010)
- The Cruzaders ft. Jerique - Shivers (The Cruzaders Records ; Mylo Records; Catwalk Records - 2009)
- The Cruzaders ft. Terri B - One nation (The Cruzaders Records ; Le bien et le mal Recordings - 2009)
- Yves Larock ft. Steve Edwards - Listen to the voice inside (The Cruzaders remix) (D:Vision Records; CYC Production; Ministry of Sound America - 2009)
- Yves Larock ft. Jaba - Say Yeah (The Cruzaders remix) (D:Vision Records; CYC Production - 2008)
- The Cruzaders ft. Inusa - Together Now (French Kiss Intercontinental Records - 2008)
- Yves Larock ft. Jaba - By your side (The Cruzaders remix) (Ultra Records; D:Vision Records - 2008)
- The Cruzaders - Fluo (Dropit Records - 2008)